# Annie Wersching
Annie Wersching (sinh ngày 28 tháng 3 năm 1977—29 tháng 1 2023) là một nữ diễn viên người Mỹ nổi tiếng nhất với vai diễn Đặc vụ FBI Renee Walker trong loạt phim truyền hình 24 của Mỹ.

## Cuộc sống
Wersching được sinh ra và lớn lên tại St. Louis, Missouri. Cô theo học trung học tại trường Crossroads College Preparatory ở Central West End của St. Louis. Lúc nhỏ, cô thi nhảy Ailen và thuộc về đoàn nhảy St. Louis Celtic Stepdancers. Cô có bằng nhạc kịch tại trường Đại học Millikin.

## Gia đình
Wersching kết hôn với danh hài Stephen Full tại nhà riêng ở Los Angeles vào tháng 9 năm 2009. Wersching đã sinh đứa con trai đầu lòng của họ vào ngày 8 tháng 8 năm 2010 tại Los Angeles, California và đứa con trai thứ hai vào ngày 4 tháng 8 năm 2013.

## Sự nghiệp

### Điện ảnh
| Năm  | Tên               | Vai diễn          | Ghi chú   |
| ---- | ----------------- | ----------------- | --------- |
| 2003 | Bruce Almighty    | Woman at Party    |           |
| 2006 | The Showdown      | The Batter's Wife | Phim ngắn |
| 2010 | Below the Beltway | Darcy             |           |
| 2012 | Blue-Eyed Butcher | Allie             | TV movie  |
| 2013 | The Surrogate     | Allison Kelly     | TV movie  |

### Truyền hình
| Năm        | Tên                            | Vai diễn                 | Ghi chú                                                                                         |
| ---------- | ------------------------------ | ------------------------ | ----------------------------------------------------------------------------------------------- |
| 2002       | Star Trek: Enterprise          | Liana                    | Episode: "Oasis"                                                                                |
| 2002       | Birds of Prey                  | Lynne Emerson            | Episode: "Split"                                                                                |
| 2003       | Frasier                        | Esthetician              | Episode: "Door Jam"                                                                             |
| 2003       | Angel                          | Margaret                 | Episode: "Shiny Happy People"                                                                   |
| 2004       | Charmed                        | Demonatrix Two           | Episode: "A Wrong Day's Journey Into Right"                                                     |
| 2005       | Out of Practice                | Conner                   | Episode: "Breaking Up Is Hard to Do. And Do. And...."                                           |
| 2005       | Killer Instinct                | Cecilia Johnson          | Episode: "Forget Me Not"                                                                        |
| 2005       | E-Ring                         | Lieutenant               | Episode: "Christmas Story"                                                                      |
| 2006       | Cold Case                      | Libby Bradley (1979)     | Episode: "The Key"                                                                              |
| 2006       | Boston Legal                   | Ellen Tanner             | Episode: "The Nutcrackers"                                                                      |
| 2007       | Company Man                    | Kate Fisher              | TV pilot                                                                                        |
| 2007       | Supernatural                   | Susan Thompson           | Episode: "Playthings"                                                                           |
| 2007       | General Hospital               | Amelia Joffe             | Recurring role (80 episodes)                                                                    |
| 2007       | Journeyman                     | Diana Bloom              | Episode: "Friendly Skies"                                                                       |
| 2009–10    | 24                             | Renee Walker             | Vai chính (37 tập)                                                                              |
| 2010       | CSI: Crime Scene Investigation | Dr. Priscilla Prescott   | Episode: "House of Hoarders"                                                                    |
| 2010       | NCIS                           | Deputy DA Gail Walsh     | Episode: "False Witness"                                                                        |
| 2011       | Partners                       | Jesse-Lynn Mancini       | TV film                                                                                         |
| 2011       | No Ordinary Family             | Michelle Cotton          | Episode: "No Ordinary Friends"                                                                  |
| 2011       | Rizzoli & Isles                | Nicole Mateo             | Episode: "Brown Eyed Girl"                                                                      |
| 2011       | Hawaii Five-0                  | Samantha Martell         | Episode: "Ka Hakaka Maika'i"                                                                    |
| 2012       | Harry's Law                    | Patricia Stanhope        | Episode: "Breaking Points"                                                                      |
| 2013       | Body of Proof                  | Yvonne Kurtz             | Episodes: "Abducted: Part I", "Abducted: Part II"                                               |
| 2013       | Dallas                         | Alison Jones             | Episodes: "False Confessions", "The Furious and the Fast", "Ewings Unite!", "Guilt & Innocence" |
| 2013       | Touch                          | Dr. Kate Gordon          | Episode: "Clockwork"                                                                            |
| 2013       | Revolution                     | Emma                     | Episodes: "Home", "The Love Boat"                                                               |
| 2013; 2015 | Castle                         | Dr. Kelly Nieman         | Episodes: "Disciple", "Resurrection", "Reckoning"                                               |
| 2014       | Intelligence                   | Kate Anderson            | Episode: "Mei Chen Returns"                                                                     |
| 2014–16    | Bosch                          | Julia Brasher            | Season 1 (regular role; 10 episodes) Season 2 (guest star; 1 episode)                           |
| 2014       | Blue Bloods                    | Joyce Carpenter          | Episode: "Insult to Injury"                                                                     |
| 2014       | Extant                         | Femi Dodd                | Recurring role (5 episodes)                                                                     |
| 2015–16    | The Vampire Diaries            | Lillian 'Lily' Salvatore | Recurring role (17 episodes)                                                                    |
| 2016       | Code Black                     | Katie Miller             | Episode: "Hail Mary"                                                                            |
| 2016       | The Catch                      | Karen Singh              | Episode: "The Ringer"                                                                           |
| 2016       | Major Crimes                   | Liz Soto                 | Episode: "Foreign Affairs"                                                                      |

### Trò chơi
| Năm  | Tên            | Vai diễn | Ghi chú               |
| ---- | -------------- | -------- | --------------------- |
| 2013 | The Last of Us | Tess     | Lồng tiếng và cử động |